# 克韦吉
克韦吉，是匈牙利琼格拉德州所辖的一个村。总面积9.71平方公里，总人口397，人口密度40.9人/平方公里（2011年1月1日）。